# Thouaré-sur-Loire
Pour l’article ayant un titre homophone, voir Touaré.
Thouaré-sur-Loire est une commune de l'Ouest de la France située dans le département de la Loire-Atlantique, en région Pays de la Loire.

## Géographie

Situation de la commune de Thouaré-sur-Loire dans le département de la Loire-Atlantique

### Situation
Thouaré-sur-Loire est situé sur la rive nord de la Loire, à 10 km au nord-est de Nantes.
Selon le classement établi par l'Insee, Thouaré-sur-Loire est une commune urbaine, une des 24 communes de banlieue de l'unité urbaine de Nantes ; elle fait donc partie de l'aire urbaine de Nantes et de l'espace urbain de Nantes-Saint-Nazaire (cf. Liste des communes de la Loire-Atlantique).

### Communes limitrophes
Les communes limitrophes sont  Carquefou, Divatte-sur-Loire, Mauves-sur-Loire, Saint-Julien-de-Concelles et Sainte-Luce-sur-Loire.
| Carquefou                       | Carquefou                       | Mauves-sur-Loire        |
| Sainte-Luce-sur-Loire           | Thouaré-sur-Loire               | Mauves-sur-Loire        |
| Loire Saint-Julien-de-Concelles | Loire Saint-Julien-de-Concelles | Loire Divatte-sur-Loire |

Les limites de la commune sont :
- à l'ouest, le ruisseau du Guette-Loup, avec la commune de Sainte-Luce-sur-Loire ;
- au nord, la route métropolitaine 923, avec la commune de Carquefou ;
- au sud, la Loire, avec la commune de Saint-Julien-de-Concelles ;
- à l'est, le ruisseau du Gobert et le chemin du Port Potiron, avec Mauves-sur-Loire.

### Climat
Pour des articles plus généraux, voir Climat des Pays de la Loire et Climat de la Loire-Atlantique.
En 2010, le climat de la commune est de type climat océanique franc, selon une étude du CNRS s'appuyant sur une série de données couvrant la période 1971-2000. En 2020, Météo-France publie une typologie des climats de la France métropolitaine dans laquelle la commune est exposée à un climat océanique et est dans la région climatique  Bretagne orientale et méridionale, Pays nantais, Vendée, caractérisée par une faible pluviométrie en été et une bonne insolation. 
Pour la période 1971-2000, la température annuelle moyenne est de 12,2 °C, avec une amplitude thermique annuelle de 13,7 °C. Le cumul annuel moyen de précipitations est de 775 mm, avec 12,8 jours de précipitations en janvier et 6,3 jours en juillet. Pour la période 1991-2020, la température moyenne annuelle observée sur la station météorologique de Météo-France la plus proche, « Haie-Fouassière », sur la commune de La Haie-Fouassière à 13 km à vol d'oiseau, est de 12,8 °C et le cumul annuel moyen de précipitations est de 858,5 mm,. Pour l'avenir, les paramètres climatiques de la commune estimés pour 2050 selon différents scénarios d'émission de gaz à effet de serre sont consultables sur un site dédié publié par Météo-France en novembre 2022.

### Transports

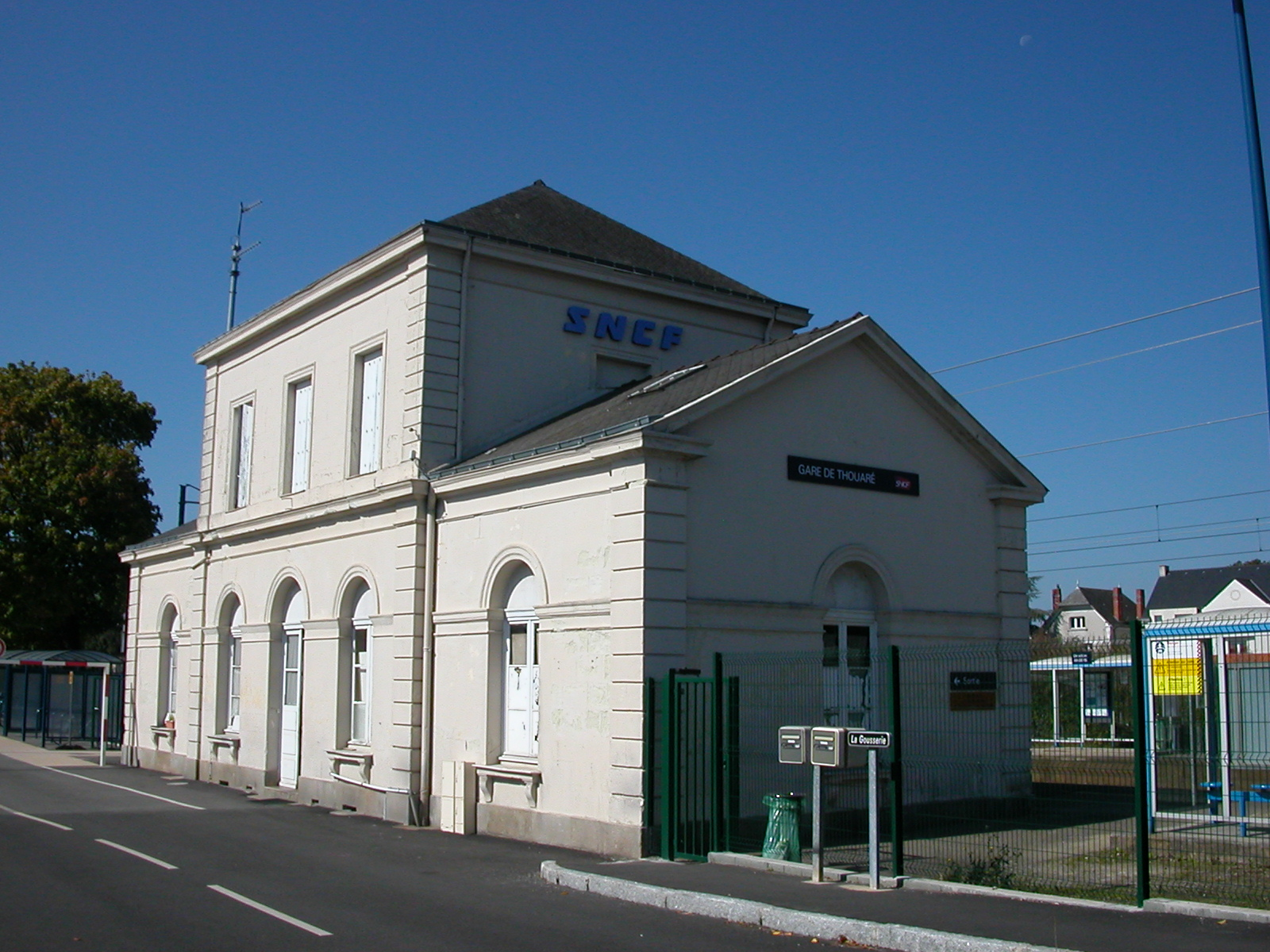
La gare SNCF.

Thouaré-sur-Loire est desservie par une ligne Chronobus (C7) et 3 lignes de bus (67, 77 et 87) du réseau Naolib.
La gare de Thouaré est desservie le matin (en direction de Nantes), le midi et le soir (en direction d’Angers, du Mans ou de Tours) par le réseau TER Pays de la Loire. Le temps de trajet entre Nantes et Thouaré-sur-Loire est de 7 minutes.

## Urbanisme

### Typologie
Au 1er janvier 2024, Thouaré-sur-Loire est catégorisée centre urbain intermédiaire, selon la nouvelle grille communale de densité à sept niveaux définie par l'Insee en 2022.
Elle appartient à l'unité urbaine de Nantes, une agglomération intra-départementale regroupant 22  communes, dont elle est une commune de la banlieue,,. Par ailleurs la commune fait partie de l'aire d'attraction de Nantes, dont elle est une commune de la couronne,. Cette aire, qui regroupe 116 communes, est catégorisée dans les aires de 700 000 habitants ou plus (hors Paris),.

### Occupation des sols
L'occupation des sols de la commune, telle qu'elle ressort de la base de données européenne d’occupation biophysique des sols Corine Land Cover (CLC), est marquée par l'importance des territoires agricoles (57,2 % en 2018), en diminution par rapport à 1990 (66,8 %). La répartition détaillée en 2018 est la suivante : 
zones agricoles hétérogènes (31,8 %), zones urbanisées (27,7 %), prairies (21 %), zones industrielles ou commerciales et réseaux de communication (7,6 %), terres arables (4,4 %), zones humides intérieures (3,8 %), eaux continentales (3,6 %). L'évolution de l’occupation des sols de la commune et de ses infrastructures peut être observée sur les différentes représentations cartographiques du territoire : la carte de Cassini (XVIIIe siècle), la carte d'état-major (1820-1866) et les cartes ou photos aériennes de l'IGN pour la période actuelle (1950 à aujourd'hui).

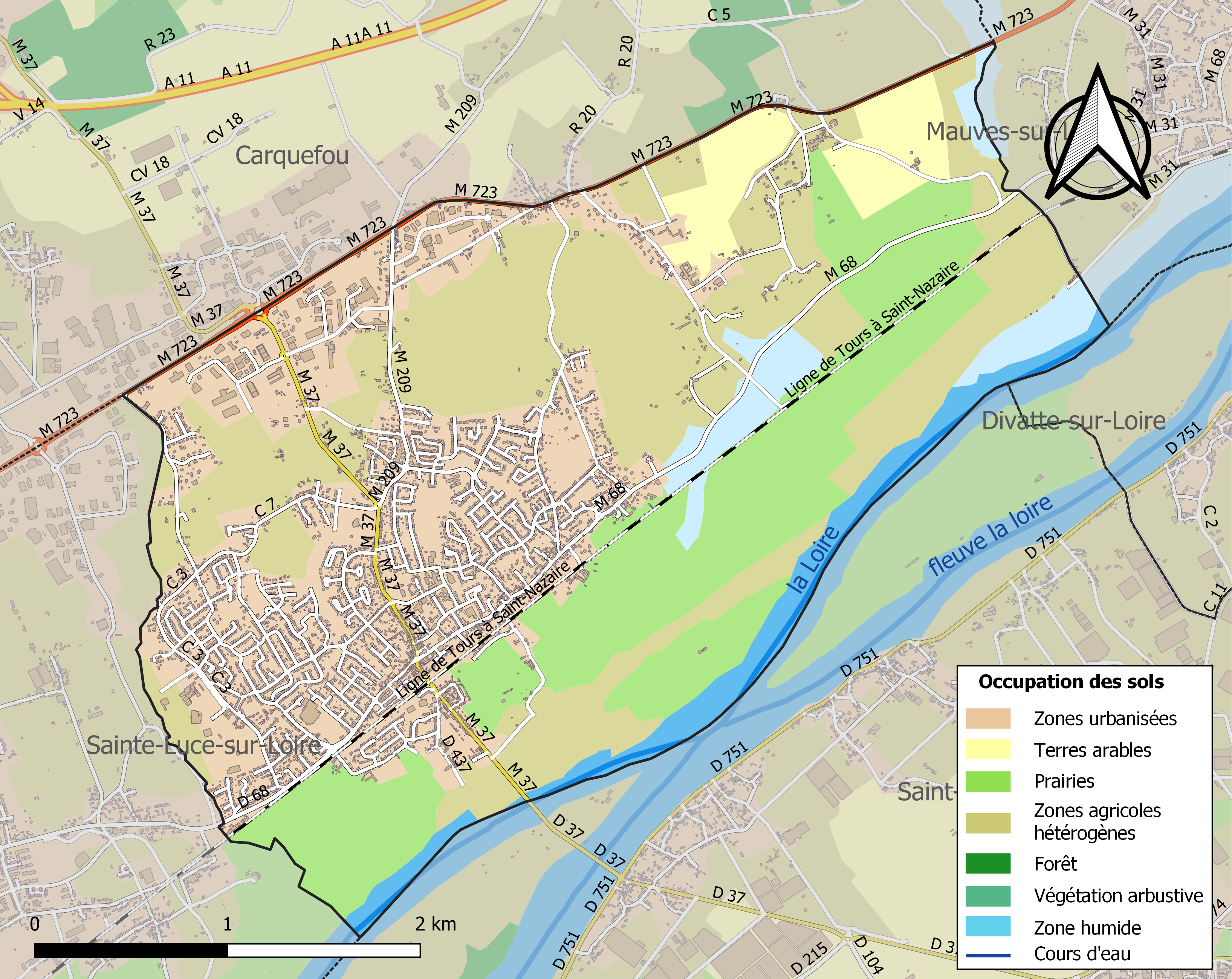
Carte des infrastructures et de l'occupation des sols de la commune en 2018 (CLC).

## Toponymie

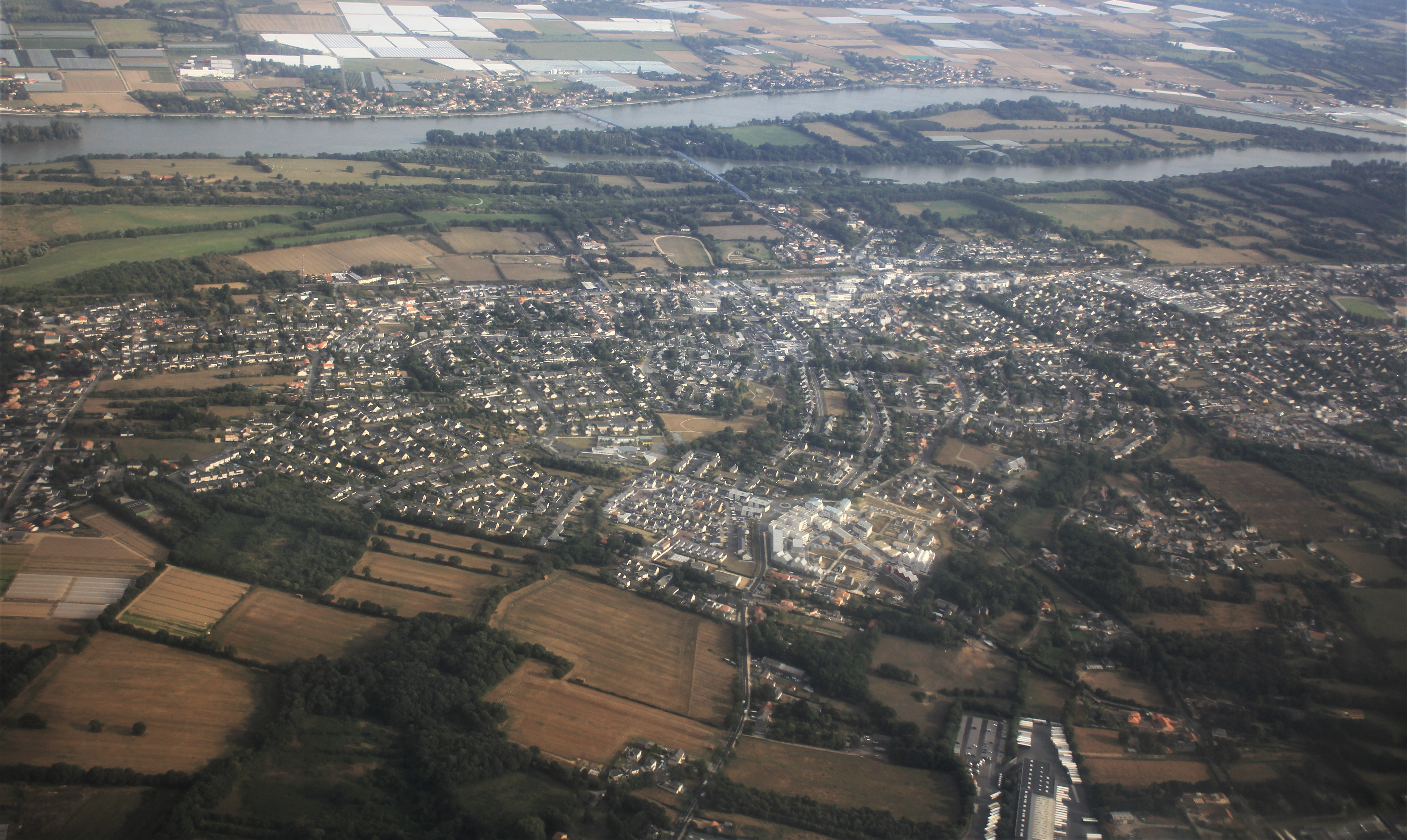
Vue aérienne de la ville.

Le nom de Thouaré apparaît la première fois dans la charte de Louis le Gros en 1123 sous la forme Tauriacus, Thouaire en 1287, Thoaré, Thoyré, Touaré, Thoaret, Thoairé, puis enfin Thouaré[Quand ?].
Le nom de Thouaré-sur-Loire viendrait de Taurus ou Tauriacus.
La forme bretonne proposée par l'Office public de la langue bretonne est Tarvieg.

## Histoire

### Les origines de Thouaré
Les origines de Thouaré sont confuses. Selon certaines hypothèses, la fondation de la cité serait due à un légionnaire romain du nom de Taurus ou Tauraicus qui aurait installé une riche villa. Ou bien elle serait due à un dieu celtique célébré dans cette partie de la Gaule : Taur. Une chose est sûre : les peuplements humains sont fixés très tôt à cet endroit du fait de la présence de la Loire, voie de communication privilégiée. Cette présence est attestée par les découvertes de silex taillés et d’épées en bronze à Bellevue (Sainte-Luce-sur-Loire).

### Du Moyen Âge à la Révolution française
Vers le XIIIe siècle, les pouvoirs civils et religieux se concentraient autour du château de la Motte également appelé château de la Tour. Le seigneur du lieu, « fondateur de la Paroisse », exerçait les droits de haute, moyenne et basse justice sur ses sujets.
Ces seigneurs furent successivement :
- en 1254 : Guillaume de Thouaré ;
- en 1378 : les Ussé en Touraine ;
- en 1393 : Gilles d’Elbiest (cf. Jacques, † 1477) ;
- au début du XVIe siècle : la famille de Saint-Amadour (à la Selle-Craonnaise) ;
- en 1560 : Charles de Bretagne d'Avaugour ;
- en 1567 : Anne Descartes, demi-sœur du philosophe ;
- de 1704 jusqu’au milieu du XIXe siècle : la famille Mosnier.

À noter, durant cette période, la venue du roi de France Charles IX et de la cour qui allaient à Nantes, acclamés par les Thouaréens. Il séjourna au château de Thouaré où il fut reçu par Claude de Bretagne (fils de Charles de Bretagne et de Philippe de Saint-Amadour, comtesse de Vertus, baronne de Coueffret, vicomtesse de Guingamp et dame de Thouaré).

### La Révolution française
Durant les troubles révolutionnaires, Thouaré (hormis quelques victimes dont le prêtre constitutionnel Giron) fut dans l’ensemble épargnée par les massacres et les destructions.
De plus, elle fut nommée chef-lieu du canton, titre quelle conserva jusqu’en 1803 : la ville fut l’objet d’une attention particulière par le nouveau régime qui y maintint des forces armées, telle la canonnière « le Duguay-Trouin » pour veiller à la sécurité des patriotes et interdire le franchissement aux  "brigands" de la rive sud.
Mais les Thouaréens n’étaient pas acquis aux idées nouvelles, comme le souligne le rapport du 30 messidor an VII, du commissaire du Directoire exécutif : Louis Marchais. Seulement 15 hommes sur les 110 en état de porter les armes, étaient disposés à la République. Toutefois, la Municipalité se retira à Nantes, à cause de l’insécurité croissante.

### L’Empire et la Restauration
Grâce à Napoléon, le pays retrouva la paix et les Thouaréens furent dans l’ensemble favorables à l’Empire et ils le montrèrent. Notamment lors de sa visite à Thouaré, le 11 août 1808, pour laquelle fut dressé un arc de triomphe au Chemin nantais, où les Thouaréens acclamèrent l’Empereur, ou encore lors de la fête de la naissance et du baptême du roi de Rome, où un feu de joie fut allumé et du vin donné au public.
En 1815, lors de la chute de Napoléon, la France fut occupée par les puissances étrangères. Thouaré fut occupée plusieurs semaines par un détachement de Saxons.
En 1832, les demoiselles du Guiny (nées au château de la Hillière) furent impliquées dans le soulèvement organisé par la duchesse de Berry, en vue de faire monter sur le trône de France le duc de Bordeaux.

### La seconde moitié duXIXesiècle: les transformations
La seconde moitié du XIXe siècle fut riche en transformations considérables, qui modifièrent la physionomie de la ville et l’ouvrit au reste de la région :
- en 1851 : la construction de la voie ferrée de Nantes à Paris, marque de son empreinte le territoire de la commune ;
- en 1863 : le déplacement du bourg s’organisant désormais autour de la place de la république et de l’église nouvellement construite ;
- vers 1867-1868 : la construction de la levée de la Divatte et le dragage intensif du bras sud de la Loire modifient le régime des crues et provoque l’ensablement du bras sud de Thouaré ;
- entre 1879-1882 : la construction des ponts de Thouaré, qui succèdent à l’antique passage, facilite et développe des échanges entre les deux rives de la Loire.

### Guerre franco-prussienne de 1870, Première Guerre mondiale et Seconde Guerre mondiale
La Guerre de 1870 toucha très peu Thouaré, seules subsistent les traces des fortifications édifiées sur les coteaux de Gobert et d’Auray.
La Première et la Seconde Guerre mondiale furent plus meurtrières, surtout la première qui vit la mort de 43 habitants de Thouaré. Les ponts de Thouaré (ainsi que ceux de Mauves-sur-Loire et de Oudon) furent dynamités trois fois, notamment le 19 juin 1940 par l’armée française, et le 18 juin 1944 par l’aviation britannique (bombardement qui fit 2 morts, 18 blessés dans un état grave et 8 maisons détruites).

### Avènement de la ville de Thouaré
Depuis les années 1950, Thouaré a fortement évolué : sa population a quadruplé en 40 ans et l’organisation de son territoire a été modifiée, notamment avec l’implantation de nombreux lotissements.

## Héraldique
| Blason | Blasonnement : Coupé : au premier du coupé : parti : au premier, d'azur au chevron d'or, accompagné de trois roses du même, et au second, d'hermine plain ; au second du coupé : d'azur à un pont d'or à sept arches, mouvant des flancs et soutenu d'une onde de sinople. Commentaires : Écu de la famille Mosnier de Thouaré-sur-Loire, qui résida au château de 1657 à 1854. Le pont d'or évoque les ponts de Thouaré. L'hermine évoque le blasonnement d'hermine plain de la Bretagne, rappelant l'appartenance passée de la ville au duché de Bretagne. Délibération municipale du 19 janvier 1971. |

## Lieux et monuments

### Le patrimoine religieux

#### L’église Saint-Vincent
Après plus de quinze années de controverse sur le projet de reconstruction et son futur emplacement, le 14 juillet 1856, le conseil municipal se dit favorable à la reconstruction de l'église au lieu-dit des Basses Noues. M. Senot de La Londe (propriétaire du château de la Picauderie) fit don d’un terrain de 70 mètres sur 50 situés au lieu-dit désigné. Les travaux débutèrent en 1861, et en 1863, l’église de Thouaré fut inaugurée, en même temps que la nouvelle place.
Construite dans un style néogothique, propre aux églises de la région, elle est dédiée à saint Vincent.  Elle possède un clocher terminé en pointes octogonales en ardoise ; à noter, la présence des quatre autres petites pointes triangulaires. En dessous, on aperçoit une fenêtre à meneaux en arcs plein cintre, comme le reste des vitraux, indiquant l’endroit où résident les trois cloches ayant un son et un nom différents : 
- le sol : Rogatienne – Laure ;
- le la : Marie – saint Enthyme ;
- le si : Augustine – Laure.

Encore en dessous, se trouvent les contreforts qui descendent jusqu’au bas de l’église, du moins jusqu’à une sorte de porche protégeant un tympan soutenu par deux colonnettes à chapiteaux néogothiques aux motifs floraux.
Le tympan montre Jésus entouré des symboles des quatre évangélistes : le lion pour saint Marc, le bœuf pour saint Luc, l’aigle pour saint Jean et l’ange pour saint Matthieu. Sur l’un des contreforts est apposée une plaque rappelant le nom des donateurs et le montant de leur participation : la commune a donné 39 200 francs, les habitants, 7 500 francs et l’État et la Fabrique ont tous deux donné 3 000 francs.
Le plan de l’église est traditionnel mais simplifié : il n’y a pas de bas-côtés, de travées, ni de chapelles rayonnantes. De plus les chapelles orientées sont très sommaires : elles sont composées d’un simple autel surmonté d’une statue (de la Vierge à gauche et de saint Joseph à droite), et encore d’un vitrail. Tout au long de la nef centrale sont accrochés treize bas-reliefs représentant les 13 moments de la passion du Christ.
L’abside et le chœur sont très joliment travaillés avec leurs effets d’arcs brisés pleins soutenus par des culs-de-lampe sculptés, créant une légèreté toute particulière.
Le vitrail central représente le Messie présentant son sacré-cœur. Les colonnes qui soutiennent le grand arc brisé central ont des chapiteaux néogothiques à motif floral. Les clefs de voûte sont joliment sculptées ; particulièrement la clef de voûte de la croisée du transept représentant une « sainte face ».
À noter la présence d’une fresque de 6 m sur 3,50 m dans le transept gauche. Elle commémore le voyage que fit Notre Dame de Boulogne, sur la Loire, le 4 juin 1944. Elle fut peinte par Paul Lemasson, élève de l’École nationale supérieure des beaux-arts de Paris. Bénie le 8 septembre 1946, la fresque représente quelques portraits de Thouaréens, notamment la plupart de ceux qui disparurent durant la guerre, ainsi que Jean Villepelet, l'évêque de Nantes, bénissant la foule des paroissiens.
Enfin, l’église possède une statue de saint Vincent en calcaire et haute de 170 cm rappelant le nom de l’église. En 1884, est acquise une bannière représentant saint Vincent, entourée de sarments et de grappes de vigne sur fond de velours rouge. Les broderies sont faites de fils d’or et d’argent.

#### La Vierge des Noues
Cet oratoire se trouvait initialement au carrefour des Noues (devenu Place de la République). Il fut transféré en 1863, à l’intersection des routes de Mauves-sur-Loire et de Belle Vue, à cause de la construction de l’église Saint-Vincent. Jusque dans les années 1950, les Thouaréens s’y rendaient régulièrement en procession. Il est en forme de petit temple, avec des pilastres, un fronton triangulaire et son arc en plein cintre. À noter la présence d’une grille ouvragée et de mosaïques. La vierge des Noues a  fait l’objet d’une restauration qui s’est terminée en novembre 2005.

#### La Croix Bertrand
Située sur le chemin qui mène de la Pamprie à la Robinière, la Croix Bertrand ne fut pas le premier calvaire érigé à cet emplacement, d’où l’appellation qui lui fut donné de « nouvelle Croix ». La Croix Bertrand doit son nom à son fondateur, Dominique Bertrand, qui fit ériger le calvaire en 1705, sous le règne de Louis XIV. En 1944, la croix de bois qui existait au début du siècle fut remplacée par le calvaire actuel.

### Les châteaux

#### Le château de la Picauderie

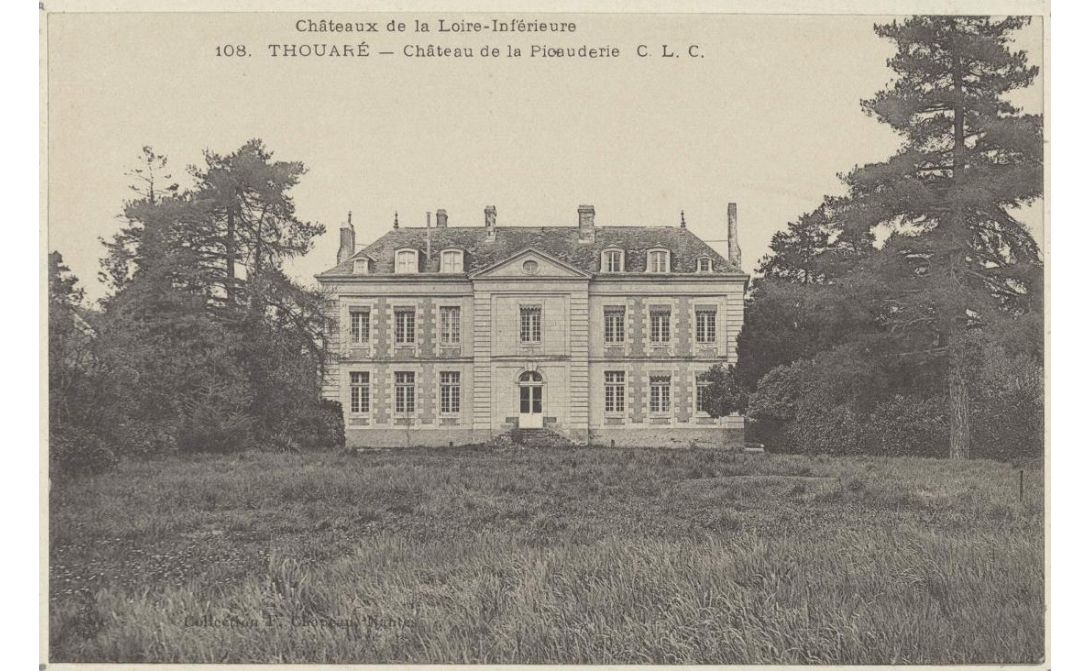
Château de la Picauderie

Le château de la Picauderie est un vaste domaine d’un peu moins de 2 hectares situé près de la Loire, en face de l’ancien port de Thouaré.
Avant le XVIIIe siècle, il existait déjà une demeure importante, on en retrouve les vestiges à l’est de la propriété, tels qu’un four à pain parfaitement conservé. Ayant appartenu successivement aux Proust puis aux D’Avoyne, le domaine de la Picauderie devint, dans des circonstances mal connues, la propriété des Barbier, maîtres de forges dans la région de Châteaubriant et négociants nantais. Comme tous les gens de leur catégorie sociale, les Barbier entretenaient d’étroites relations avec la ville, et c’est sûrement ce qui les incita à construire une belle demeure néoclassique, dans cette propriété.
Édifié par l’architecte nantais Jean-Baptiste Ceineray en 1773, le château est du plus pur style néoclassique. Le domaine passa ensuite par mariage à la famille de Monti, puis aux Sénot de La Londe et enfin aux Tinguy et aux Mitard. Ce château est une folie typique du XVIIIe siècle.
La Picauderie est totalement symétrique, elle possède un avant-corps avec des pilastres à ligne de refend, surmontés d’un fronton triangulaire avec oculus. La porte centrale, avec un perron, est un arc en plein-cintre avec un claveau. Le toit est pentu, d’où la présence de chiens assis aux arcs surbaissés. On aperçoit, sur tout le reste du bâtiment, des fenêtres rectangulaires à petits carreaux, qui, combinées aux lignes régulières, donnent un effet d’élégance à l’ensemble. Les pilastres de l’angle du château sont eux aussi à refends. À noter la présence d’un entablement accentuant le côté géométrique.
Au nord-ouest de la propriété, l’ancien « temple de l’amitié », témoignant de la filiation néoclassique, a été réaménagé et transformé en chapelle. De plus, en bordure de Loire, on trouve des « vide-bouteilles ». Ce sont des constructions caractéristiques qui témoignent de l’époque où les armateurs négociants vivaient à l’aise. À l’intérieur du château, deux peintures, représentant la culture du sucre à Saint-Domingue, montrent que cette fortune provient, en partie, de l’esclavage.

#### Le château de la Hillière

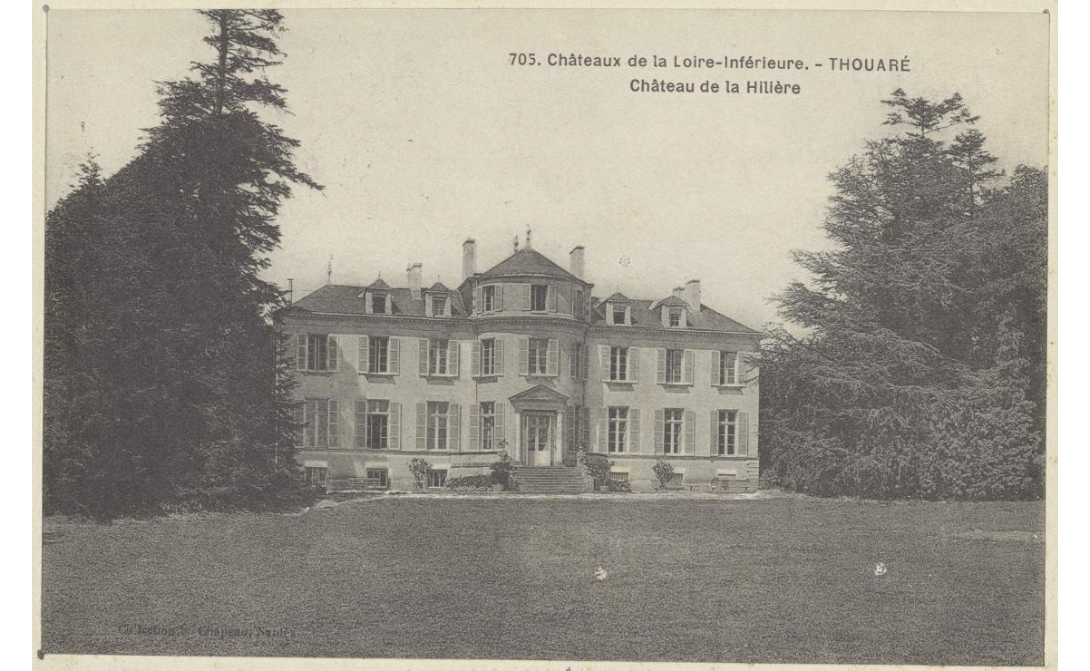
Château de la Hillière, avant son agrandissement.

Situé au nord-ouest de la commune, sur les coteaux dominants la Loire, le château de la Hillière est un château de style néoclassique.
Les origines de la Hillière sont confuses. Seuls restent les vestiges aménagés des antiques demeures seigneuriales édifiées aux environs du XIVe siècle. On sait également que les Fleuriot, premiers propriétaires connus et maîtres de la monnaie à Nantes, possédaient une résidence Renaissance, comme l’atteste la découverte d’une pierre portant le millésime du XVIe siècle.
Le domaine passa ensuite aux Sorin puis à la famille du Guiny ; ce sont ces derniers (en particulier François Marie du Guiny) qui édifièrent le château actuel. Durant la Révolution, la Hillière, ainsi que tout son mobilier, terrains et métairies, furent vendus comme bien national. Passant aux Metois puis changeant souvent de propriétaire, le domaine est occupé depuis 1952 par la communauté des frères de Saint-Gabriel.
Dans un parc de 8 hectares au milieu de jardins aménagés, se dresse le château. L’avant n’est pas traditionnel puisqu’il s’agit d’un demi-cercle, sur lequel est situé le perron circulaire menant à l’entrée. Celle-ci est entourée de deux petites colonnes ioniques à fût lisse soutenant un entablement suivi d’un fronton triangulaire dépourvu des habituelles armoiries.
Le rez-de-chaussée est l’étage noble, car il possède les plus grandes fenêtres rectangulaires.
Le 1er étage en possède de plus petites, indiquant la partie privée du château. Le toit possède des chiens assis. Petite particularité, le soubassement de la demeure possède des lucarnes indiquant la présence d’une cave ou d’un sous-sol. Les pilastres d’angle sont à refends.
Le domaine possède une petite chapelle dédiée à la Vierge Marie (restaurée par les frères de Saint-Gabriel) qui fut, après la destruction de la chapelle d’Auray, le centre religieux du Haut Thouaré. À l’intérieur, la chapelle est divisée en deux parties, le chœur, occupant un tiers est séparé par une « sainte table » de l’endroit réservé aux fidèles. Deux vitraux ogivales portant le motif central « A.M » (Ave Maria) l’éclairent, en plus de l’ouverture située au-dessus de la porte. Sur le bas de l’autel de marbre noir est visible un agneau entouré de rayons, de plus il est surmonté d’une statue de la Vierge en pierre blanche. La partie arrière prend la forme d’une voûte peinte en bleu et parsemée d’étoiles d’or.

#### Lechâteau de Thouaré

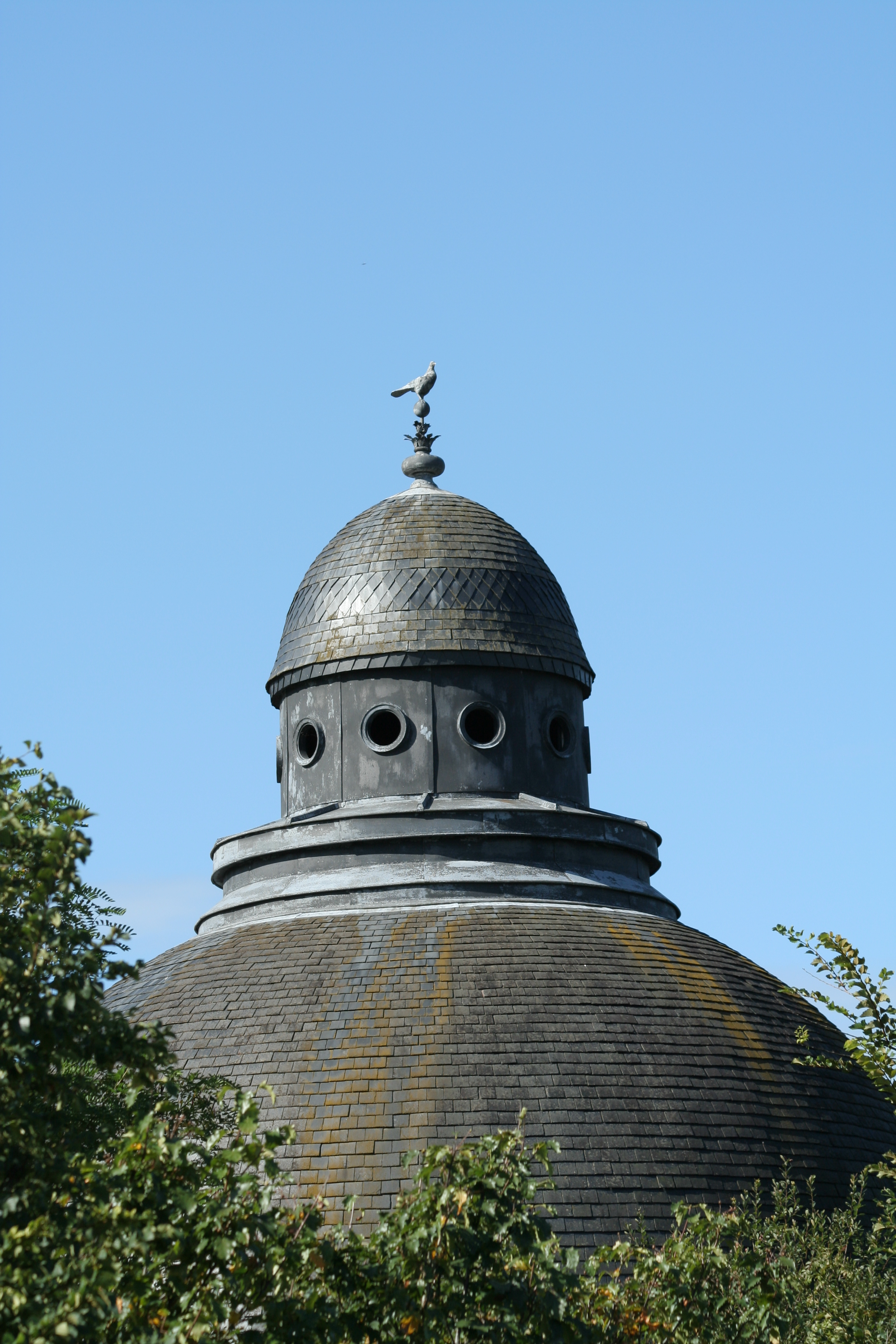
Pigeonnier du Château de Thouaré.

Les origines du château, probablement édifié à l’emplacement d’une villa gallo-romaine, remontent au Xe siècle. Le château eut une grande influence dans la vie locale jusqu’à la Révolution. Il appartint à différentes familles. La plus célèbre propriétaire fut Anne Descartes, demi-sœur du célèbre philosophe. Passant aux Césard, puis aux Mathieu, le domaine fut racheté en 1882 par la famille de Vienne qui le possède toujours.
La façade est du château présente un style mêlant des éléments Renaissance, comme la tour-lanterne à dôme, et d’autres issus du Moyen Âge, tel les créneaux, ou la fenêtre à double meneaux datant de la seconde moitié du XIXe siècle ; de tuffeau et de pierre, elle est encadrée d’un galbe plein, sur lequel apparaissent les armes des familles de Vienne et Boucher d’Argis, propriétaires du domaine.
Le château fut profondément remanié au XIXe siècle, surtout la façade sud, qui ne possède plus aucune particularité architecturale. 
La particularité du château de Thouaré est qu'il possède un pigeonnier (ou fuie) datant du XVe siècle, privilège de la noblesse. Composé de tuffeau et de pierre, il possède 1 189 boulins ou niches destinés à accueillir les pigeons. La toiture a une forme de dôme, elle est surmontée d’une tourelle ouvragée percée de trous, pour laisser entrer et sortir les pigeons. À son sommet, une sculpture de pigeon rappelle la fonction de l’édifice. Le pigeonnier est inscrit Monument historique depuis 1982.

## Tourisme

### Sentiers pédestres
| Numéro du circuit | Nom du circuit               | Balisage | Longueur en km / estimation de durée |
| 1                 | Circuit du Vallon            | bleu     | 5 km - 0 h 50                        |
| 2                 | Circuit du Chêne Vert        | vert     | 3,5 km - 0 h 35                      |
| 3                 | Circuit de la Coulée Verte   | -        | 2 km - 0 h 20                        |
| 4                 | Promenade des Bords de Loire | -        | 14 km - 2 h 20                       |

## Population et société

### Démographie

#### Évolution démographique
L'évolution du nombre d'habitants est connue à travers les recensements de la population effectués dans la commune depuis 1793. Pour les communes de plus de 10 000 habitants les recensements ont lieu chaque année à la suite d'une enquête par sondage auprès d'un échantillon d'adresses représentant 8 % de leurs logements, contrairement aux autres communes qui ont un recensement réel tous les cinq ans,.

En 2022, la commune comptait 10 956 habitants, en évolution de +12,05 % par rapport à 2016 (Loire-Atlantique : +6,68 %, France hors Mayotte : +2,11 %).
| 1793  | 1800 | 1806 | 1821 | 1831 | 1836 | 1841 | 1846 | 1851  |
| ----- | ---- | ---- | ---- | ---- | ---- | ---- | ---- | ----- |
| 1 063 | 637  | 741  | 889  | 969  | 899  | 892  | 983  | 1 004 |

| 1856 | 1861 | 1866  | 1872 | 1876 | 1881  | 1886  | 1891  | 1896  |
| ---- | ---- | ----- | ---- | ---- | ----- | ----- | ----- | ----- |
| 985  | 987  | 1 023 | 976  | 984  | 1 027 | 1 064 | 1 054 | 1 040 |

| 1901 | 1906 | 1911 | 1921  | 1926  | 1931  | 1936  | 1946  | 1954  |
| ---- | ---- | ---- | ----- | ----- | ----- | ----- | ----- | ----- |
| 988  | 992  | 985  | 1 007 | 1 006 | 1 040 | 1 133 | 1 336 | 1 560 |

| 1962  | 1968  | 1975  | 1982  | 1990  | 1999  | 2005  | 2006  | 2011  |
| ----- | ----- | ----- | ----- | ----- | ----- | ----- | ----- | ----- |
| 1 709 | 1 974 | 2 887 | 4 505 | 5 140 | 6 660 | 7 204 | 7 375 | 7 886 |

| 2016  | 2021   | 2022   | - | - | - | - | - | - |
| ----- | ------ | ------ | - | - | - | - | - | - |
| 9 778 | 10 783 | 10 956 | - | - | - | - | - | - |

#### Pyramide des âges
La population de la commune est relativement jeune.
En 2018, le taux de personnes d'un âge inférieur à 30 ans s'élève à 38,1 %, soit au-dessus de la moyenne départementale (37,3 %). À l'inverse, le taux de personnes d'âge supérieur à 60 ans est de 21,0 % la même année, alors qu'il est de 23,8 % au niveau départemental.
En 2018, la commune comptait 4 987 hommes pour 5 274 femmes, soit un taux de 51,4 % de femmes, légèrement inférieur au taux départemental (51,42 %).
Les pyramides des âges de la commune et du département s'établissent comme suit.
| Hommes | Classe d’âge | Femmes |
| ------ | ------------ | ------ |
| 0,9    | 90 ou +      | 1,4    |
| 6,0    | 75-89 ans    | 6,6    |
| 13,7   | 60-74 ans    | 13,5   |
| 19,8   | 45-59 ans    | 20,2   |
| 20,8   | 30-44 ans    | 21,0   |
| 17,8   | 15-29 ans    | 16,0   |
| 21,1   | 0-14 ans     | 21,3   |

| Hommes | Classe d’âge | Femmes |
| ------ | ------------ | ------ |
| 0,6    | 90 ou +      | 1,8    |
| 6      | 75-89 ans    | 8,6    |
| 15,1   | 60-74 ans    | 16,4   |
| 19,4   | 45-59 ans    | 18,8   |
| 20,1   | 30-44 ans    | 19,3   |
| 19,2   | 15-29 ans    | 17,4   |
| 19,5   | 0-14 ans     | 17,6   |

## Politique et administration

### Liste des maires

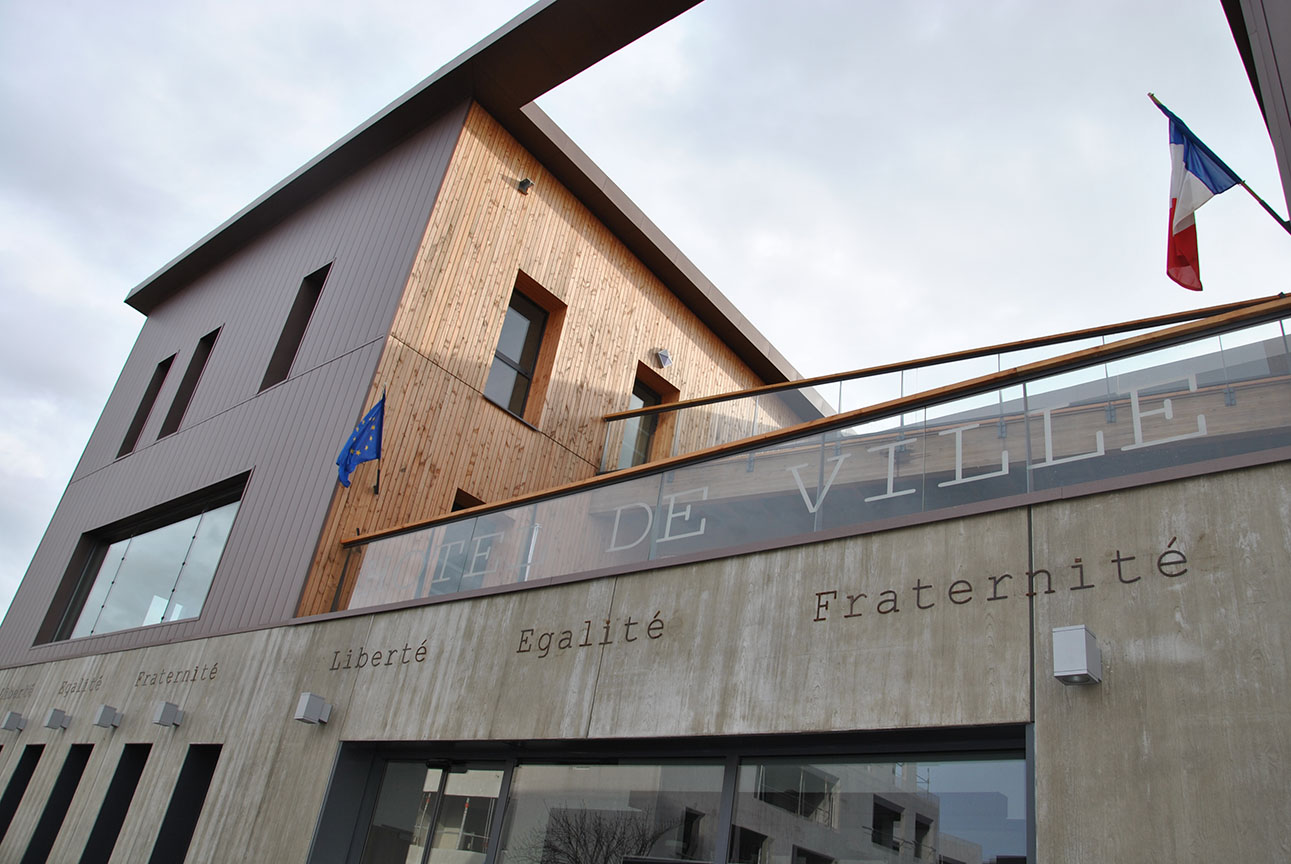
L'hôtel de ville de Thouaré-sur-Loire

| Période                                  | Période           | Identité                 | Étiquette      | Qualité                                                                                    |
| ---------------------------------------- | ----------------- | ------------------------ | -------------- | ------------------------------------------------------------------------------------------ |
| 1790                                     | 1793              | Jean Rocher              |                |                                                                                            |
| 1793                                     | 1807              | P. Audrain               |                |                                                                                            |
| 1807                                     | 1813              | L. Esprivent             |                |                                                                                            |
| 1813                                     | 1821              | M. Audebert              |                |                                                                                            |
| 1821                                     | 1833              | M. Thouinson             |                |                                                                                            |
| 1833                                     | 1835              | M. Badeau                |                |                                                                                            |
| 1835                                     | 1843              | P. Audrain               |                |                                                                                            |
| 1843                                     | 1848              | M. Thouinson             |                |                                                                                            |
| 1848                                     | 1855              | M. Delozez               |                |                                                                                            |
| 1855                                     | 1856 (démission)  | M. Godaire               |                |                                                                                            |
| 1856                                     | 1864              | François Hupé            |                |                                                                                            |
| 1864                                     | 1872              | L. Caué                  |                |                                                                                            |
| 1872                                     | janvier 1881      | Adolphe Thomson          |                |                                                                                            |
| janvier 1881                             | mai 1892          | Pierre Jaunet            |                |                                                                                            |
| mai 1892                                 | juillet 1898      | Joseph Senot de La Londe |                | Docteur en droit, propriétaire Réélu en 1896                                               |
| juillet 1898                             | mai 1900          | Baptiste Audrain         |                |                                                                                            |
| mai 1900                                 | mai 1925          | Joseph Senot de La Londe |                | Propriétaire Réélu en 1904, 1908, 1912 et 1919                                             |
| mai 1925                                 | 1944              | Auguste Jaunet           |                | Réélu en 1929 et 1935, nommé en 1942 par le régime de Vichy                                |
| décembre 1944                            | mars 1971         | Marius Caillau           |                | Réélu en 1945, 1947, 1953, 1959 et 1965                                                    |
| mars 1971                                | mars 1983         | Jean Pinson              | DVD            | Cadre d'État puis expert-comptable Réélu en 1977                                           |
| mars 1983                                | mars 1986 (décès) | Odette Pujol             | DVD            |                                                                                            |
| avril 1986                               | mars 2008         | Pierre Aillet            | DVD (app. UMP) | Cadre, ancien adjoint aux finances Réélu en 1989, 1995 et 2001                             |
| mars 2008                                | avril 2014        | Bernard Chesneau         | PS             | Directeur de projet                                                                        |
| avril 2014                               | juillet 2020      | Serge Mounier            | DVD            | Chef de projet dans la grande distribution Conseiller départemental de Carquefou (2015 → ) |
| juillet 2020                             | En cours          | Martine Oger             | DVG            | Juriste                                                                                    |
| Les données manquantes sont à compléter. |                   |                          |                |                                                                                            |

## Jumelages
La ville est jumelée avec :
- Homberg (Allemagne) depuis 1981.

## Personnalités liées à la commune
- Yvon Fauconnier, (1943-), navigateur français, vainqueur de la Transat anglaise 1984 y est né.

### Sources
- Si Thouaré m’était conté... (Numéro 1)
- Si Thouaré m’était conté... (Numéro 2)
- Patrimoine des communes de la Loire-Atlantique (Tome 1) : Canton de Carquefou